# Rengan
Rengan (o Regan) fou un estat tributari protegit a l'agència de Rewa Kantha, presidència de Bombai divisio de Sankheda Mehwas, amb una superfície de 10 km² i administrada per vuit propietaris tributaris. Els ingressos s'estimaven em 104 lliures i el tribut era de 426 rupies pagades al Gaikwar de Baroda.